# Robert II z Namur
Robert II z Namur (zm. między 1018 a 1031) – margrabia Namur od około 1010 do śmierci.
Był starszym synem Alberta I, hrabiego Namur i Ermenegardy, córki księcia Dolnej Lotaryngii Karola. Urodził się po 990, kiedy to nastąpił ślub jego rodziców. Jego ojciec zmarł prawdopodobnie krótko przed 1011 rokiem, kiedy to Robert II miał objąć margrabstwo. W 1012 wsparł szwagra swojej matki Lamberta II z Louvain w walce z biskupem Liège Baldrykiem II. Miał uczestniczyć w bitwie pod Hougaerde (1013), w której porażkę odniósł Baldryk II. Po bitwie miał wziąć do niewoli księcia Dolnej Lotaryngii i hrabiego Verdun Gotfryda II Bezdzietnego, a także jego brata Hermana z Ename. Naraził się tym na zemstę cesarza Henryka II, jednak odzyskał jego zaufanie po wypuszczeniu więźniów. Uczestniczył w ramach tej wojny w bitwie pod Florennes (1015), w której to Lambert poległ. Według części kronikarzy Robert także miał wówczas umrzeć, ale po raz ostatni był on wzmiankowany w 1018 na cesarskim dyplomie przy założeniu klasztoru w Saint-Jean de Florennes. Jego następcą został brat Albert II, który po raz pierwszy wymieniony był jako władca w 1031. Między tymi datami musiał umrzeć Robert II.
Być może miał syna, ale musiał on umrzeć młodo. Nie wiadomo nic o jego małżeństwie.